# Rodolfo I de Hachberg-Sausenberg
Rodolfo I de Hachberg-Sausenberg (em alemão:  Rudolf I. von Hachberg-Sausenberg; † 1313 ) foi um nobre alemão pertencente à Casa de Zähringen, e o primeiro Marquês de Hachberg-Sausenberg .

## Biografia
Rodolfo era o filho mais novo do marquês Henrique II de Baden-Hachberg e de Ana de Üsingen-Ketzingen. Quando o seu pai abdicou, em 1289, ele sucede-lhe, conjuntamente com o irmão mais velho, Henrique III. Em 1306 os dois irmãos decidem partilhar o património: Rodolfo estabelece-se como marquês no castelo de Sausenburg, construído no topo da montanha homónima em 1246, fundando a linha de Hachberg-Sausenberg; enquanto Henrique III continua a linha principal, os Baden-Hachberg, instalado no castelo de Hochburg em Emmendingen.
Em 1298/1299 Rodolfo I casa com Inês, filha e herdeira de Otão, Senhor de Rötteln (em francês:  Rothelin) († 1310). Em 1311, o tio de sua esposa, Lüthold II de Rötteln (morto em 1316), Reitor e Bispo de Basileia, faz de Rodolfo seu co-regente em Rötteln, estabelecendo, assim, o poder da linha de Hachberg-Sausenberg sobre esse feudo.
No entanto, Rodolfo I acaba por falecer antes de Lüthold e, em 1315, Lüthold doa o senhorio de Rötteln ao filho mais velho de Rodolfo, Henrique, que atingira a maioridade nesse ano .

## Casamento e descendência
Do seu casamento com Inês de Rötteln, Rodolfo teve 4 filhos:
- Ana (Anna), que casa com o conde Federico de Friburgo;
- Henrique (Heinrich) (1300-1318), que sucede ao pai em Hachberg-Sausenberg;
- Rodolfo II (Rudolf) (1301-1352), que sucede ao irmão mais velho conjuntamente com o irmão mais novo;
- Otão (Otto) (1302-1384), que sucede a Henrique conjuntamente com Rudolfo II.